# Adolf Köster

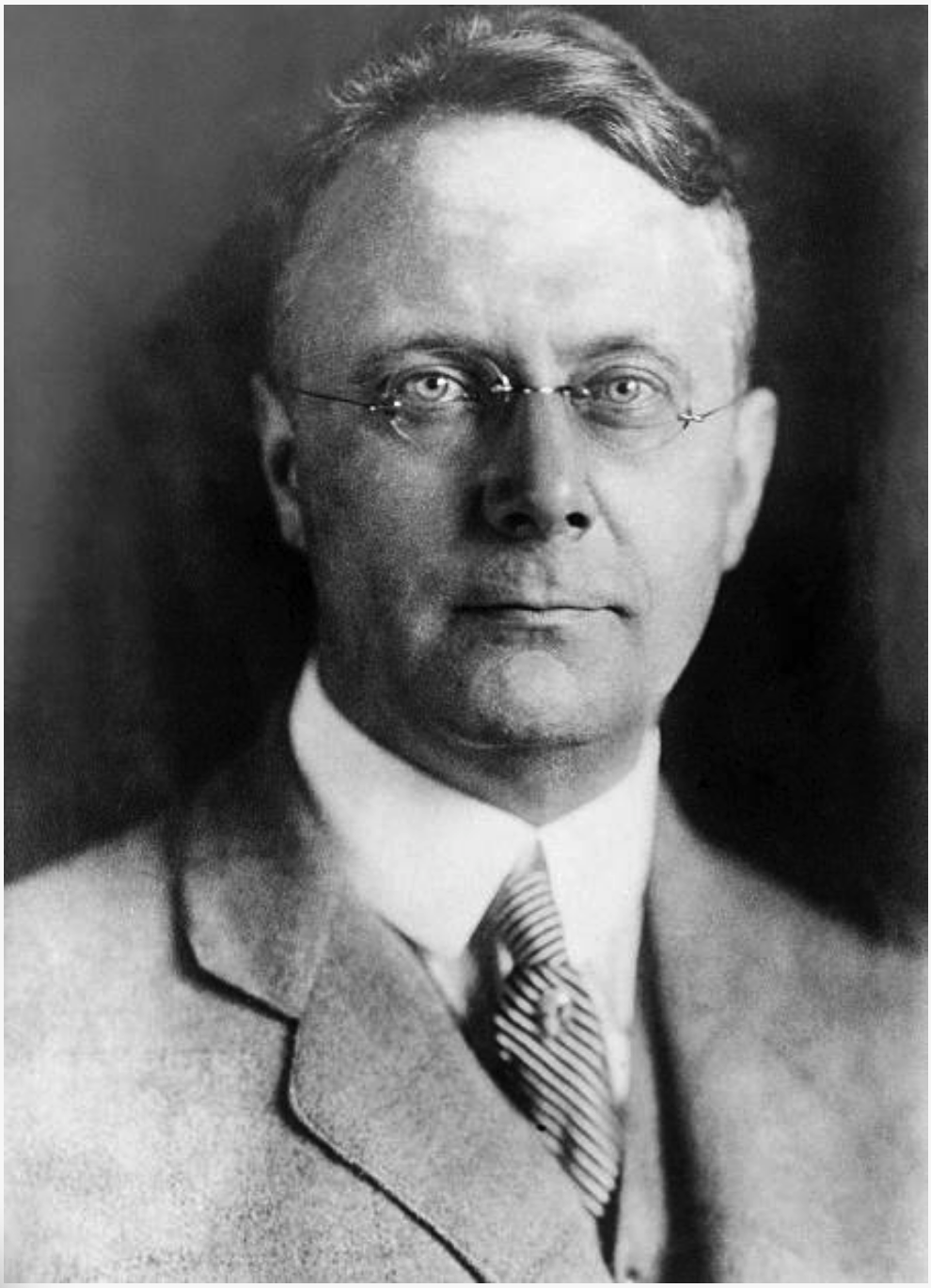
Adolf Köster cirka 1920.

Adolf Köster, född den 8 mars 1883 i Verden, död den 18 februari 1930 i Belgrad, var en tysk politiker (SPD) och diplomat. Han var Tysklands utrikesminister 1920 och inrikesminister 1921–1922.